# Вальдбрёль
Вальдбрёль (нем. Waldbröl) — город в Германии, в земле Северный Рейн-Вестфалия.
Подчинён административному округу Кёльн. Входит в состав района Обербергиш.  Население составляет 19 333 человека (на 31 декабря 2010 года). Занимает площадь 63,02 км². Официальный код  —  05 3 74 044.

## География

### Поселения
Айхен, Альтехуфен, Альфенцинген, Баумен, Беттенхаген, Беттинген, Бех, Бибельсхоф, Бладерсбах, Бойингхаузен, Боленхаген, Бренцинген, Брёль, Брёлерхютте, Бруххаузен, Вен, Вилькенрот, Виппенкаузен, Вис, Гайленкаухен, Гайнинген, Гроссензайфен, Грюневальд, Грюненбах, Даль, Диккхаузен, Дипенталь, Диценкаузен, Дринхаузен, Зайфен, Кравинкель, Лютцинген, Мюленбах, Нидерхаузен, Нидерхоф, Нойенхенен, Пропах, Пуль, Пульвермюле, Рёлефельд, Ромберг, Россенбах, Роттланд, Ру, Тирзайфен, Фарензайфен, Фирбухен, Фирбухермюле, Хайде, Хан, Хаппах, Хельтен, Хельцен, Хермесдорф, Херфен, Хиллесмюле, Хофф, Хохвальд, Хуфен, Цигенхардт, Шёненебах, Шнёрринген, Шпуркенбах, Эшерхоф.

## Личности
- Антон Вильгельм Флорентин фон Цуккалмальо (1803–1869), писатель и композитор
- Малек Джандали (* 1972), композитор и пианист
- Ян Шлаудрафф (* 1983), футболист

## Галерея

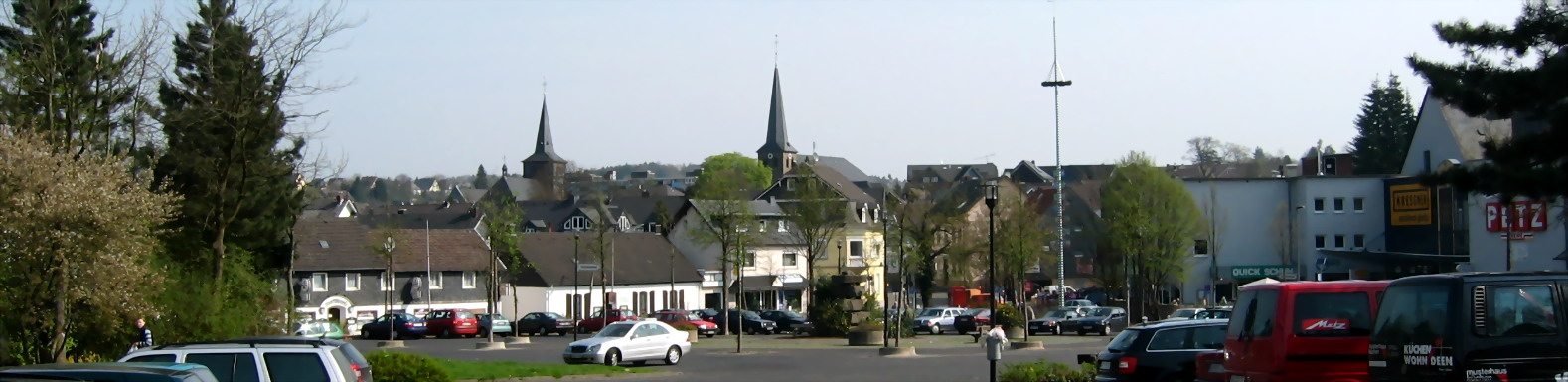
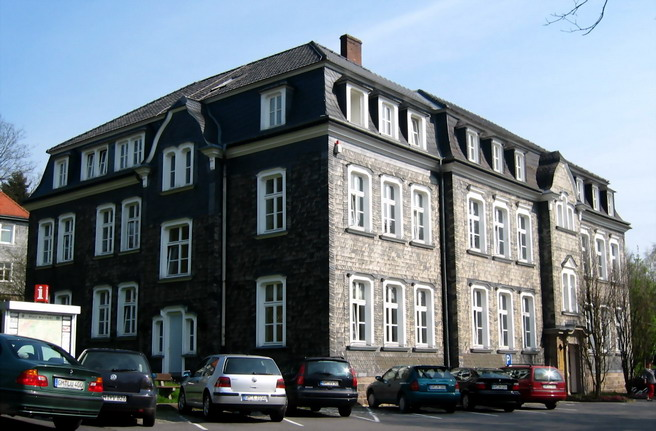
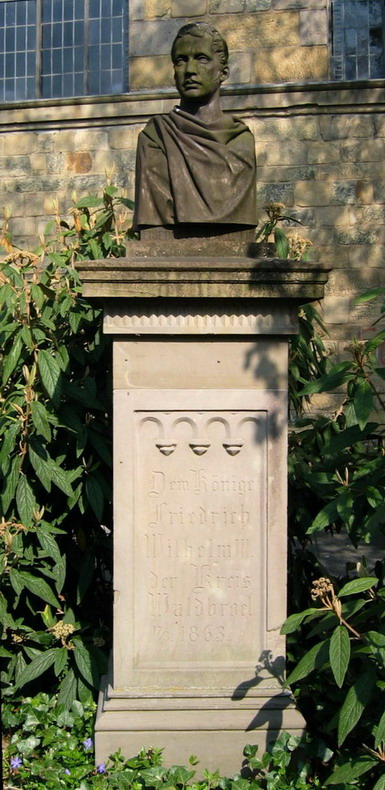